# Agencia de Educación de Texas

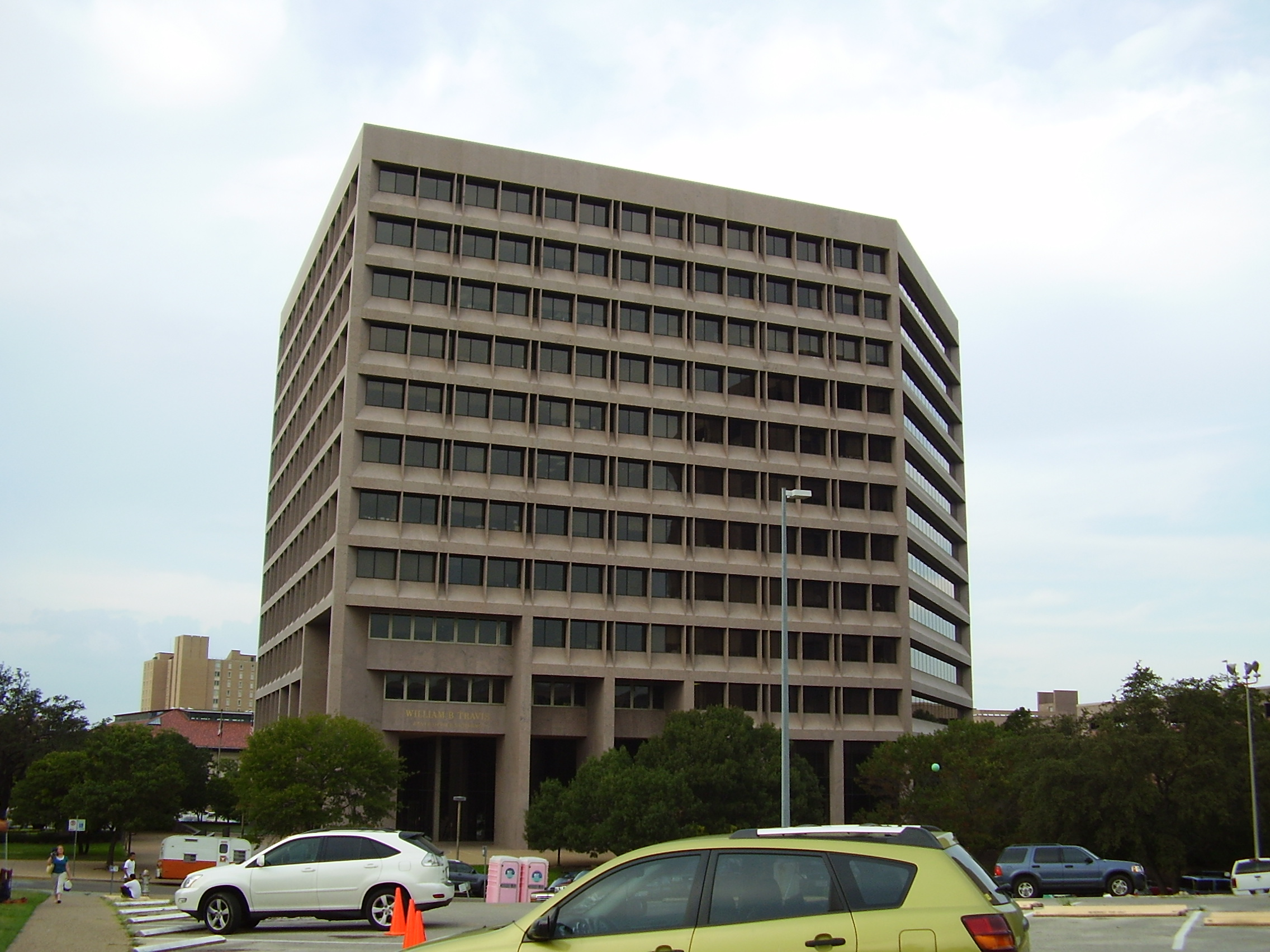
La sede de la Agencia de Educación de Texas está en el William B. Travis State Office Building.

Agencia de Educación de Texas (idioma inglés: Texas Education Agency, TEA) es la agencia estatal de educación de Texas, Estados Unidos. La agencia administra las escuelas públicas de Texas y tiene su sede en el edificio estatal de oficinas William B. Travis de 1701 avenida North Congress en Austin.
La agencia examina los estudiantes a través de la STAAR (State of Texas Assessments of Academic Readiness; EN). En años anteriores la agencia utilizaba la Evaluación de habilidades Académicas de Texas (TAAS por sus siglas en inglés; EN), y la Evaluación de Conocimiento y Habilidades de Texas (TAKS por sus siglas en inglés; EN). La Agencia de Educación de Texas administra las agencias locales de educación (inglés: Local education agency, LEA) y los distritos escolares de Texas. La agencia local de educación, Distrito Escolar Municipal de Stafford, es también de la ciudad. Además la agencia tiene 20 centros de servicios educativos regionales (Educational service centers, ESC). Las otras no tienen conexiones con las ciudades y los condados.